# حديقة ديرغوردن الملكية
ديورغاردن، أو باسمها الرسمي الكامل كونغليغا ديورغاردن (بالسويدية: "حديقة الحيوانات الملكية")، هي جزيرة تقع في وسط العاصمة السويدية ستوكهولم. تضم ديورغاردن العديد من المباني والنُصُب التاريخية، والمتاحف، والمعارض الفنية، إلى جانب مدينة الملاهي "غرونا لوند"، والمتحف المفتوح "سكانسن"، ومنطقة سكنية صغيرة تُعرف باسم "ديورغاردستادن"، بالإضافة إلى مراسي اليخوت، ومساحات شاسعة من الغابات والمروج.
تُعد ديورغاردن واحدة من أكثر المناطق الترفيهية شعبية لدى سكان ستوكهولم، كما أنها وجهة سياحية بارزة، إذ تستقبل أكثر من 10 ملايين زائر سنويًا، من بينهم نحو 5 ملايين يزورون المتاحف ومدينة الملاهي. وتندرج الجزيرة ضمن منتزه المدينة الوطني الذي أُسّس عام 1995. ومنذ القرن الخامس عشر، كانت الجزيرة ملكًا للعاهل السويدي أو خاضعة لحق التصرف الملكي، والذي تُشرف عليه اليوم إدارة ديورغاردن الملكية، التابعة للبلاط الملكي السويدي.
ويفصل خليج "ديورغوردسبروونسفيكن" بين ديورغاردن الفعلية ومنطقة أوسع تُعرف باسم ديورغاردن الشمالية (نورّا ديورغاردن)، والتي تشمل أيضًا حي "ياريت".

## أعلام
- أناليزا اريكسون
- ليليان ديفيز